# Penweathers
Penweathers – wieś w Anglii, w Kornwalii. Leży 36 km na północny wschód od miasta Penzance i 375 km na zachód od Londynu.